# Walter Cappel
Walter Cappel (* 9. Juni 1918 in Adenbach; † 16. Juni 2004 in Elmstein) war ein deutscher Pädagoge.

## Leben und wissenschaftlicher Werdegang
Walter Cappel wurde in eine Lehrerfamilie mit protestantischem Hintergrund hineingeboren. Beide Eltern und ein Großvater waren Lehrer. Ab 1941 studierte er für drei Semester an der TU Darmstadt Geografie, Mathematik, Physik. Zwischen 1943 und 1945 war er in amerikanischer Kriegsgefangenschaft. 1946 setzte er das Studium an der Universität Mainz fort und schloss mit dem Staatsexamen ab. 1949 wurde er im Fach in Geografie promoviert. In den Jahren 1950/51 studierte er an der Yale University in New Haven (USA). 1951 heiratete er Marjorie Hayner aus Seattle USA. Nach seiner Rückkehr nach Deutschland unterrichtete er als Gymnasiallehrer in Kusel, dann als Dozent für Naturlehre und Werken, später auch für Psychologie an der Pädagogischen Akademie Kusel und Kaiserslautern. Ab 1953 studierte er Psychologie. 1955 und 1958 wurden seine zwei Kinder geboren. 1957 wurde er in Psychologie diplomiert und später zum Professor, danach zum Direktor der Pädagogischen Hochschule Kaiserslautern ernannt. Von 1967 bis zu seiner Pensionierung im Jahre 1983 war er Direktor des Instituts für Film und Bild in Wissenschaft und Unterricht (FWU) in Grünwald bei München. Am 16. Juni 2004 verstarb Walter Cappel in Elmstein im Alter von 86 Jahren.

## Schriften (Auswahl)
Das Kind in der Schulklasse: Grundlagen u. Methoden soziometr. Untersuchungen. Beltz, Weinheim, Berlin, Basel 1971, ISBN 3-407-13003-1